# Tamopsis eucalypti
Tamopsis eucalypti is een spinnensoort in de taxonomische indeling van de Hersiliidae.
Het dier behoort tot het geslacht Tamopsis. De wetenschappelijke naam van de soort werd voor het eerst geldig gepubliceerd in 1900 door William Joseph Rainbow.